# Луи Люксембургский
Принц Луи Ксавье Мари Гийом Люксембургский (фр. Louis Xavier Marie Guillaume; род. 3 августа 1986, Люксембург) — третий ребёнок в семье Великого герцога Люксембурга Анри и его супруги Марии-Терезы, урождённой Местре. Окончил частную школу Beau Soleil в Швейцарии.

## Биография
Посещая солдат армии Люксембурга, входящих в состав натовского контингента в Косово, принц Луи познакомился с сержантом Тесси Антони. Дочь кровельщика, она добровольно пошла служить в армию и была единственной женщиной в составе люксембургского контингента. Между молодыми людьми начался роман. 29 сентября 2006 года в церкви Гилсдорфа состоялось венчание. Брак был признан морганатическим. Принц Луи отказался от прав на люксембургский престол, но сохранил титул. Тесса стала именоваться мадам де Нассау (вместе с детьми). В 2009 году Великий Герцог Анри пожаловал Тесси титул принцессы Люксембурга, принцессы Нассау, а Габриэль и Ноа получили титулы принцев Нассау.
18 января 2017 года появился официальный пресс-релиз люксембургского двора о разводе принца Луи и принцессы Тесси.
Принц Луи свободно владеет люксембургским, французским, английским и немецким языками, а также очень хорошо знает испанский язык.

## Дети
- Габриэль Мишель Луи Ронни, принц Нассау (род. 12 марта 2006, Женева) — первый внук герцогской четы[3];
- Ноа Этьенн Гийом Габриэль Маттиас Ксавье, принц Нассау[3] (род. 21 сентября 2007, Люксембург).